# State Farm Women's Tennis Classic 2002 - Doppio
Il doppio del torneo di tennis State Farm Women's Tennis Classic 2002, facente parte del WTA Tour 2002, ha avuto come vincitrici Lisa Raymond e Rennae Stubbs che hanno battuto in finale Cara Black e Elena Lichovceva con il punteggio di 6–3, 5–7, 7–6(4).

## Teste di serie
1. Lisa Raymond /  Rennae Stubbs (campionesse)
2. Cara Black /  Elena Lichovceva (finale)

1. Kimberly Po /  Nicole Pratt (semifinali)
2. Miriam Oremans /  Ai Sugiyama (semifinali)

## Tabellone

### Legenda
| - Q = Qualificato - WC = Wild card - LL = Lucky loser | - ALT = Alternate - SE = Special Exempt - PR = Protected Ranking | - w/o = Walkover - r = Ritirato - d = Squalificato |